# Helen A. Johansson
Ann Helene Elisabeth Johansson, känd som Helen A. Johansson, född 10 oktober 1961 i Säby församling i Jönköpings län, är en svensk före detta travkusk. Hon blev 1995 den första kvinna att vinna det prestigefyllda travloppet Prix d'Amérique, med hästen Ina Scot. Hon har fått ett travlopp i Frankrike uppkallat efter sig, Prix Helen Johansson. Helen A Johansson har avslutat sin elitsportkarriär.

## Biografi
Helen A. Johansson växte upp i Vaggeryd i Småland. Som 19-åring blev hon lärling hos Kjell P. Dahlström, hästtränare på Mantorptravet och som hon år 1984 gifte sig med. År 1985 vann hon sin första stora seger med hingsten Hallon Brunn i Belgien och 1990 blev hon körsvenschampion på hemmabanan Mantorp med 26 segrar. 1992 blev hon även professionell travtränare.

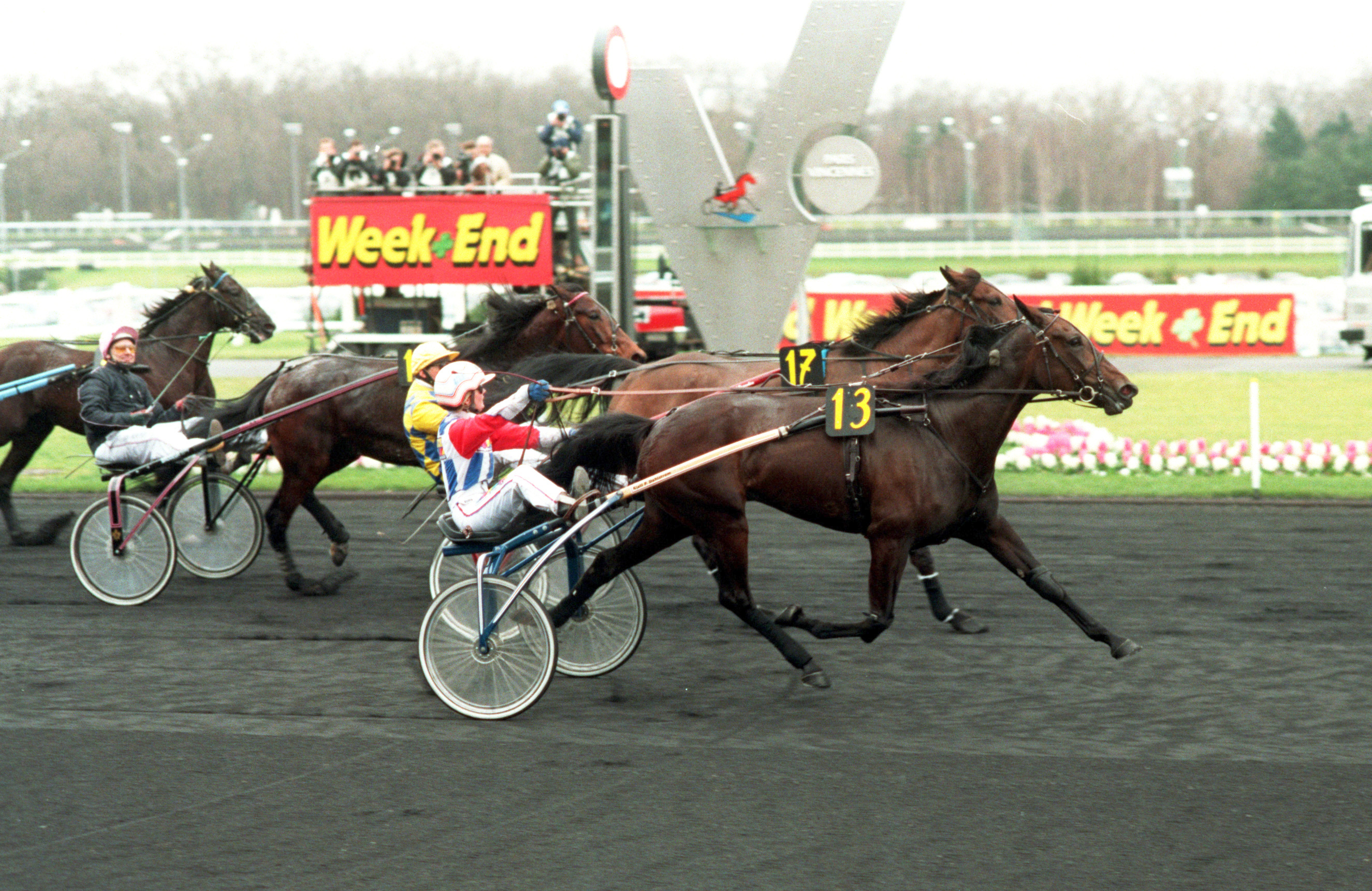
Helen A. Johansson och Ina Scot vinner 1995 års Prix d'Amérique

Med 144 segrar i ryggen deltog hon år 1995 som första kvinnliga kusk i Prix d'Amérique, vilket hon vann bakom Ina Scot. Samma år vann hon Gran Premio Lotteria och året därefter Oslo Grand Prix, även dessa gånger med Ina Scot. 1995 hade dock hon och Kjell P. Dahlström separerat och 1996 slutade Helen som elitkusk.
Helen A. Johansson utnämndes i februari 2015 till Travsportens Hedersambassadör.
2015 deltog hon i TV-programmet Mästarnas mästare.
Helen A. Johansson var 1984–1995 gift med travtränaren Kjell P. Dahlström. Bland annat tränade han Ina Scot. Numera är hon gift med Lennart Johansson (född 1941).